# Torosaurus latus
Torosaurus latus  es una especie y tipo género Torosaurus, dinosaurios ceratopsianos ceratópsidos, que vivió a finales del período Cretácico, hace aproximadamente entre 72 a 66 millones de años, durante el Maastrichtiense, en lo que hoy es Norteamérica. Torosaurus latus fue nombrado por Marsh en 1891. Su espécimen tipo es YPM 1830, un cráneo que fue encontrado en el lado norte de la cañada Lightning, que se encuentra en una arenisca de la Formación Lance de Wyoming, Estados Unidos. En la descripcón se nombra otra especie, T. gladius, basada en  YPM 1831, un cráneo más grande de la misma formación, el cual fue sinonimizado por primera vez por Colbert t Bump en 1946. Especímenes similares encontrados en Wyoming, Montana , Dakota del Sur , Dakota del Norte , Colorado , Utah y Saskatchewan han sido referidos desde entonces como Torosaurus. Los que se pueden identificar con cierta certeza incluyen, ANSP 15192, un individuo más pequeño en Dakota del Sur descubierto por Edwin Harris Colbert en 1944. MPM VP6841, un esqueleto parcial con cráneo, ahora montado en el Museo Público de Milwaukee. SMM P97.6.1, un cráneo sin hocico y dos cráneos parciales de la Formación Hell Creek informados en 2002, MOR 981, descubierto en 1998, y MOR 1122, de 2001. Se han encontrado restos fragmentarios que posiblemente podrían identificarse con el género en la región de Big Bend de Texas y en la cuenca de San Juan de Nuevo México.